# 第18回衆議院議員総選挙
第18回衆議院議員総選挙（だい18かいしゅうぎいんぎいんそうせんきょ）は、1932年（昭和7年）2月20日（土曜日）に日本で行われた帝国議会（衆議院）議員の総選挙である。

## 概説

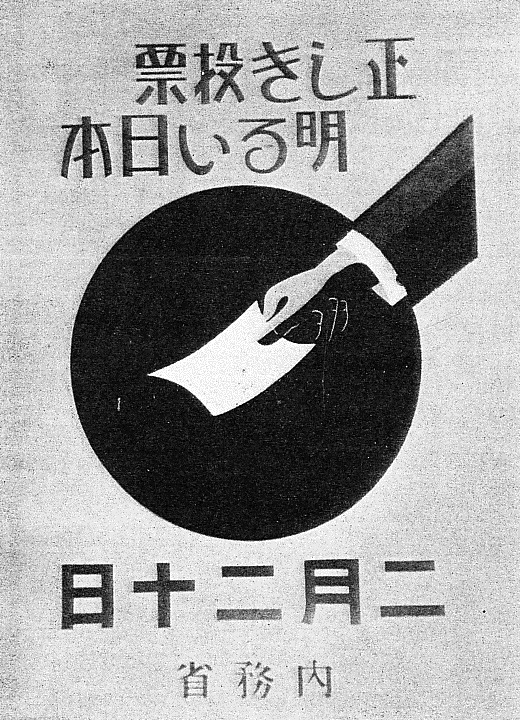
内務省が発行した選挙ポスター

1931年（昭和6年）12月13日に成立した犬養毅内閣は、政権発足当初、与党立憲政友会が174議席で少数与党を余儀なくされた。満州事変の処理に一段落した後、事変処理の国民的輿望の増大と、政権基盤の強化を目論み第60議会の冒頭にて衆議院の解散・総選挙に持ち込んだ。
選挙戦は、政友会が与党の立場であったことに加え、選挙前に立憲民政党が安達謙蔵一派の離党によって分裂していたこと（安達一派は選挙後の12月に国民同盟を結成）、犬養内閣が1931年12月に金の輸出禁止を実施し、これを機会に好景気に転換し始めたこと、満州事変と上海事変の戦勝などにより、政友会に有利に展開した。
また、選挙戦術として、レコードやトーキー映画などのメディアを使った選挙戦術が新たな試みとして行われた。
しかし、その一方で選挙戦の最中、2月9日に前蔵相であった民政党の井上準之助が暗殺され、さらに総選挙後の3月5日三井財閥の総帥であった團琢磨が暗殺された（「血盟団事件」）ことは政党政治の未来に暗雲を投げかけた。
また、政友会は301議席を獲得して予想を上回る圧勝を収めるのだが、選挙後、中橋徳五郎内相の病気辞任を契機として党内抗争が起こり、これを収拾するのに犬養が手間取ったことから犬養の政権掌握力が低下していくことになる。
一方で、民政党は146議席と100議席以上減少させる惨敗を喫し、党勢の低下に歯止めをかけられなかった。

## 選挙データ

### 内閣
- 犬養内閣

### 解散日
- 1932年（昭和7年）1月21日

### 公示日
- 1932年（昭和7年）1月22日

### 投票日
- 1932年（昭和7年）2月20日

### 改選数
- 466

### 選挙制度
- 中選挙区制
- 普通投票（男性のみ）
  - 満25歳以上の男性
  - 有権者　13,237,841

### 党派別獲得議席
- 立憲政友会 301議席[1]

総裁＝犬養毅、幹事長＝久原房之助
- 立憲民政党 146議席[1]

総裁＝若槻禮次郎、幹事長＝永井柳太郎
- 社会民衆党 3議席[1]

委員長＝安部磯雄、書記長＝片山哲
- 全国労農大衆党 2議席[1]

委員長＝麻生久
- 革新党 2議席[1]
- 中立（無所属） 12議席[1]

## 議員

### 当選者
立憲政友会   立憲民政党   社会民衆党   全国労農大衆党   革新党   中立 
*の選挙区は無投票
| 北海道   | 1区   | 寿原英太郎   | 山本厚三     | 丸山浪弥     | 岡田伊太郎 |              | 2区  | 東武           | 林路一     | 田中喜代松 | 坂東幸太郎   |            |
| 北海道   | 3区   | 佐々木平次郎 | 林儀作       | 大島寅吉     |            |              | 4区  | 板谷順助       | 松実喜代太 | 山本市英   | 松尾孝之     | 手代木隆吉 |
| 北海道   | 5区   | 三井徳宝     | 尾崎天風     | 木下成太郎   | 小池仁郎   |              |      |                |            |            |              |            |
| 青森県   | 1区   | 藤井達也     | 梅村大       | 工藤鉄男     |            |              | 2区  | 工藤十三雄     | 兼田秀雄   | 菊池良一   |              |            |
| 岩手県   | 1区   | 田子一民     | 八角三郎     | 熊谷巌       |            |              | 2区  | 志賀和多利     | 小野寺章   | 広瀬為久   | 高橋寿太郎   |            |
| 宮城県   | 1区   | 内ヶ崎作三郎 | 守屋栄夫     | 宮沢清作     | 菅原傳     | 佐々木家寿治 | 2区  | 星廉平         | 大石倫治   | 村松久義   |              |            |
| 秋田県   | 1区   | 杉本国太郎   | 鈴木安孝     | 田中隆三     | 町田忠治   |              | 2区  | 片野重脩       | 小山田義孝 | 猪股謙二郎 |              |            |
| 山形県   | 1区   | 西方利馬     | 高橋熊次郎   | 戸田虎雄     | 佐藤啓     |              | 2区* | 佐藤理吉       | 松岡俊三   | 清水徳太郎 | 熊谷直太     |            |
| 福島県   | 1区   | 堀切善兵衛   | 菅野善右衛門 | 林平馬       |            |              | 2区  | 八田宗吉       | 小島智善   | 助川啓四郎 | 鈴木寅彦     | 中野寅吉   |
| 福島県   | 3区   | 佐藤庄太郎   | 比佐昌平     | 鈴木辰三郎   |            |              |      |                |            |            |              |            |
| 茨城県   | 1区   | 内田信也     | 宮古啓三郎   | 葉梨新五郎   | 豊田豊吉   |              | 2区  | 石井三郎       | 山崎猛     | 中井川浩   |              |            |
| 茨城県   | 3区   | 飯村五郎     | 堀江正三郎   | 佐藤洋之助   | 風見章     |              |      |                |            |            |              |            |
| 栃木県   | 1区   | 船田中       | 森恪         | 坪山徳弥     | 高田耘平   | 岡田喜久治   | 2区  | 松村光三       | 岡本一巳   | 上野基三   | 栗原彦三郎   |            |
| 群馬県   | 1区   | 中島知久平   | 青木精一     | 飯塚春太郎   | 清水留三郎 | 増田金作     | 2区  | 畑桃作         | 木暮武太夫 | 篠原義政   | 木檜三四郎   |            |
| 埼玉県   | 1区   | 秦豊助       | 高橋泰雄     | 松永東       | 宮崎一     |              | 2区  | 横川重次       | 長島隆二   | 一瀬一二   | 高橋守平     |            |
| 埼玉県   | 3区   | 野中徹也     | 出井兵吉     | 門田新松     |            |              |      |                |            |            |              |            |
| 千葉県   | 1区   | 鈴木隆       | 多田満長     | 本多貞次郎   | 川島正次郎 |              | 2区* | 今井健彦       | 鳩山秀夫   | 鵜沢宇八   |              |            |
| 千葉県   | 3区   | 土屋清三郎   | 竹沢太一     | 小高長三郎   | 岩瀬亮     |              |      |                |            |            |              |            |
| 神奈川県 | 1区   | 野方次郎     | 戸井嘉作     | 三宅磐       |            |              | 2区  | 川口義久       | 鈴木喜三郎 | 小泉又次郎 | 岩切重雄     |            |
| 神奈川県 | 3区   | 胎中楠右衛門 | 鈴木英雄     | 河野一郎     | 平川松太郎 |              |      |                |            |            |              |            |
| 山梨県   | 全県  | 田邊七六     | 川手甫雄     | 大崎清作     | 竹内友治郎 | 福田虎亀     |      |                |            |            |              |            |
| 東京府   | 1区   | 立川太郎     | 高橋義次     | 三木武吉     | 本田義成   | 大神田軍治   | 2区  | 犬養健         | 駒井重次   | 鳩山一郎   | 安部磯雄     | 中島弥団次 |
| 東京府   | 3区   | 安藤正純     | 伊藤仁太郎   | 頼母木桂吉   | 柳田宗一郎 |              | 4区  | 磯部尚         | 国枝捨次郎 | 朴春琴     | 中野勇治郎   |            |
| 東京府   | 5区   | 三上英雄     | 牧野賤男     | 鈴木富士彌   | 高木正年   | 斯波貞吉     | 6区  | 前田米蔵       | 中島守利   | 中村継男   | 佐藤正       | 松谷與二郎 |
| 東京府   | 7区   | 津雲国利     | 八並武治     | 坂本一角     |            |              |      |                |            |            |              |            |
| 新潟県   | 1区*  | 山田助作     | 山本悌二郎   | 田辺熊一     |            |              | 2区  | 松木弘         | 渡辺幸太郎 | 出塚助衛   | 佐藤与一     |            |
| 新潟県   | 3区   | 加藤知正     | 高橋金治郎   | 山田又司     | 大竹貫一   | 原吉郎       | 4区* | 増田義一       | 武田徳三郎 | 鈴木義隆   |              |            |
| 富山県   | 1区   | 石坂豊一     | 高見之通     | 野村嘉六     |            |              | 2区  | 島田七郎右衛門 | 土倉宗明   | 松村謙三   |              |            |
| 石川県   | 1区   | 中橋徳五郎   | 永井柳太郎   | 箸本太吉     |            |              | 2区* | 益谷秀次       | 桜井兵五郎 | 青山憲三   |              |            |
| 福井県   | 全県* | 山本条太郎   | 斎藤直橘     | 熊谷五右衛門 | 猪野毛利栄 | 添田敬一郎   |      |                |            |            |              |            |
| 長野県   | 1区   | 小坂順造     | 松本忠雄     | 山本慎平     |            |              | 2区  | 山本荘一郎     | 小山邦太郎 | 鷲沢与四二 |              |            |
| 長野県   | 3区   | 小川平吉     | 平野桑四郎   | 有馬浅雄     | 戸田由美   |              | 4区  | 高橋保         | 植原悦二郎 | 百瀬渡     |              |            |
| 岐阜県   | 1区   | 匹田鋭吉     | 大野伴睦     | 清寛         |            |              | 2区  | 佐竹直太郎     | 楠基道     | 後藤亮一   |              |            |
| 岐阜県   | 3区*  | 平井信四郎   | 古屋慶隆     | 牧野良三     |            |              |      |                |            |            |              |            |
| 静岡県   | 1区   | 山口忠五郎   | 宮本雄一郎   | 深沢豊太郎   | 海野数馬   | 平野光雄     | 2区  | 仁田大八郎     | 春名成章   | 勝又春一   | 岸衛         |            |
| 静岡県   | 3区   | 太田正孝     | 倉元要一     | 永田善三郎   | 井上剛一   |              |      |                |            |            |              |            |
| 愛知県   | 1区   | 加藤鐐五郎   | 小山松寿     | 田中善立     | 横山一格   | 瀬川嘉助     | 2区  | 丹下茂十郎     | 西脇晋     | 山田佐一   |              |            |
| 愛知県   | 3区   | 瀧正雄       | 加藤鯛一     | 田中貞二     |            |              | 4区  | 小笠原三九郎   | 小林錡     | 武富済     |              |            |
| 愛知県   | 5区   | 大口喜六     | 近藤寿市郎   | 鈴木正吾     |            |              |      |                |            |            |              |            |
| 三重県   | 1区   | 加藤久米四郎 | 伊坂秀五郎   | 堀川美哉     | 川崎克     | 松田正一     | 2区  | 浜田国松       | 尾崎行雄   | 後藤脩     | 池田敬八     |            |
| 滋賀県   | 全県  | 清水銀蔵     | 服部岩吉     | 堤康次郎     | 仙波久良   | 青木亮貫     |      |                |            |            |              |            |
| 京都府   | 1区   | 中村三之丞   | 鈴木吉之助   | 鷲野米太郎   | 川橋豊治郎 | 福田関次郎   | 2区  | 中野種一郎     | 磯部清吉   | 田中祐四郎 |              |            |
| 京都府   | 3区   | 長田桃蔵     | 芦田均       | 水島彦一郎   |            |              |      |                |            |            |              |            |
| 大阪府   | 1区   | 板野友造     | 一松定吉     | 枡谷寅吉     |            |              | 2区  | 山本芳治       | 竹田儀一   | 沼田嘉一郎 |              |            |
| 大阪府   | 3区   | 上田孝吉     | 内藤正剛     | 広瀬徳蔵     | 青田勝晴   |              | 4区  | 森田政義       | 中山福蔵   | 本田弥市郎 | 吉川吉郎兵衛 |            |
| 大阪府   | 5区   | 喜多孝治     | 勝田永吉     | 杉山元治郎   | 岩崎幸治郎 |              | 6区* | 井阪豊光       | 松田竹千代 | 山口義一   |              |            |
| 兵庫県   | 1区   | 砂田重政     | 野田文一郎   | 中井一夫     | 浜野徹太郎 | 中亥歳男     | 2区  | 蔭山貞吉       | 立川平     | 前田房之助 | 原淳一郎     |            |
| 兵庫県   | 3区   | 小林絹治     | 多木久米次郎 | 青木雷三郎   |            |              | 4区  | 原惣兵衛       | 田中武雄   | 土井権大   | 清瀬一郎     |            |
| 兵庫県   | 5区   | 若宮貞夫     | 斎藤隆夫     | 畑七右衛門   |            |              |      |                |            |            |              |            |
| 奈良県   | 全県  | 江藤源九郎   | 岩本武助     | 八木逸郎     | 福井甚三   | 松尾四郎     |      |                |            |            |              |            |
| 和歌山県 | 1区   | 木本主一郎   | 玉置吉之丞   | 松山常次郎   |            |              | 2区  | 世耕弘一       | 三尾邦三   | 小山谷蔵   |              |            |
| 鳥取県   | 全県  | 豊田収       | 矢野晋也     | 由谷義治     | 山枡儀重   |              |      |                |            |            |              |            |
| 島根県   | 1区   | 櫻内幸雄     | 木村小左衛門 | 原夫次郎     |            |              | 2区  | 島田俊雄       | 沖島鎌三   | 俵孫一     |              |            |
| 岡山県   | 1区   | 岡田忠彦     | 横山泰造     | 難波清人     | 大山斐瑳麿 | 久山知之     | 2区  | 小谷節夫       | 犬養毅     | 小川郷太郎 | 星島二郎     | 白神邦二   |
| 広島県   | 1区   | 岸田正記     | 名川侃市     | 荒川五郎     | 藤田若水   |              | 2区  | 渡辺伍         | 望月圭介   | 山道襄一   | 田中貢       |            |
| 広島県   | 3区   | 宮澤裕       | 米田規矩馬   | 森田福市     | 作田高太郎 | 横山金太郎   |      |                |            |            |              |            |
| 山口県   | 1区*  | 藤井啓一     | 庄晋太郎     | 保良浅之助   | 久原房之助 |              | 2区* | 児玉右二       | 沢本与一   | 西村茂生   | 窪井義道     | 松岡洋右   |
| 徳島県   | 1区   | 紅露昭       | 生田和平     | 谷原公       |            |              | 2区  | 秋田清         | 伊藤皆次郎 | 真鍋勝     |              |            |
| 香川県   | 1区   | 宮脇長吉     | 上原平太郎   | 戸沢民十郎   |            |              | 2区  | 山下谷次       | 三土忠造   | 矢野庄太郎 |              |            |
| 愛媛県   | 1区   | 大本貞太郎   | 武知勇記     | 須之内品吉   |            |              | 2区  | 森昇三郎       | 河上哲太   | 村上紋四郎 |              |            |
| 愛媛県   | 3区   | 白城定一     | 清家吉次郎   | 山村豊次郎   |            |              |      |                |            |            |              |            |
| 高知県   | 1区   | 田村實       | 中谷貞頼     | 富田幸次郎   |            |              | 2区  | 林譲治         | 依光好秋   | 川淵洽馬   |              |            |
| 福岡県   | 1区   | 原口初太郎   | 中野正剛     | 宮川一貫     | 吉田鞆明   |              | 2区  | 実岡半之助     | 亀井貫一郎 | 田尻生五   | 田島勝太郎   | 高野喜六   |
| 福岡県   | 3区   | 野田俊作     | 貝谷真孜     | 山崎達之輔   | 高倉寛     | 樋口典常     | 4区  | 内野辰次郎     | 坂井大輔   | 小池四郎   | 勝正憲       |            |
| 佐賀県   | 1区   | 田中亮一     | 石川又八     | 池田秀雄     |            |              | 2区  | 藤生安太郎     | 田口文次   | 森峰一     |              |            |
| 長崎県   | 1区   | 西岡竹次郎   | 向井倭雄     | 志波安一郎   | 中村不二男 | 中川観秀     | 2区  | 森肇           | 牧山耕蔵   | 佐保畢雄   | 中田正輔     |            |
| 熊本県   | 1区   | 木村正義     | 松野鶴平     | 村田虎之助   | 安達謙蔵   | 大麻唯男     | 2区  | 上塚司         | 三善信房   | 中野猛雄   | 伊豆富人     | 深水清     |
| 大分県   | 1区   | 金光庸夫     | 野依秀市     | 塩月学       | 松田源治   |              | 2区* | 重松重治       | 清瀬規矩雄 | 綾部健太郎 |              |            |
| 宮崎県   | 全県  | 佐藤重遠     | 平島敏夫     | 渡辺与七     | 田尻藤四郎 | 水久保甚作   |      |                |            |            |              |            |
| 鹿児島県 | 1区   | 原耕         | 床次竹二郎   | 蔵園三四郎   | 井上知治   | 中村嘉寿     | 2区  | 東郷実         | 崎山武夫   | 天辰正守   | 寺田市正     |            |
| 鹿児島県 | 3区   | 金井正夫     | 津崎尚武     | 永田良吉     |            |              |      |                |            |            |              |            |
| 沖縄県   | 全県  | 金城紀光     | 花城永渡     | 崎山嗣朝     | 竹下文隆   | 伊礼肇       |      |                |            |            |              |            |

#### 補欠当選等
立憲政友会   立憲民政党   無所属 
| 年                                                                                    | 月日  | 選挙区     | 選出       | 新旧別     | 当選者     | 所属党派   | 欠員         | 所属党派   | 欠員事由                      |
| ------------------------------------------------------------------------------------- | ----- | ---------- | ---------- | ---------- | ---------- | ---------- | ------------ | ---------- | ----------------------------- |
| 1932                                                                                  | -     | 長崎1区    | （未実施） | （未実施） | （未実施） | （未実施） | 志波安一郎   | 立憲政友会 | 1932.6.10死去                 |
| 1932                                                                                  | -     | 秋田2区    | （未実施） | （未実施） | （未実施） | （未実施） | 片野重脩     | 立憲政友会 | 1932.7.20選挙法違反           |
| 1932                                                                                  | -     | 鹿児島2区  | （未実施） | （未実施） | （未実施） | （未実施） | 崎山武夫     | 立憲政友会 | 1932.8.8選挙法違反            |
| 1932                                                                                  | -     | 長野1区    | （未実施） | （未実施） | （未実施） | （未実施） | 小坂順造     | 立憲民政党 | 1932.9.29任貴族院議員         |
| 1932                                                                                  | -     | 栃木1区    | （未実施） | （未実施） | （未実施） | （未実施） | 森恪         | 立憲政友会 | 1932.12.11死去                |
| 1933                                                                                  | 12.23 | 東京4区    | 更正決定   | 元         | 真鍋儀十   | 立憲民政党 | 中野勇治郎   | 立憲政友会 | 1933.12.19当選無効            |
| 1933                                                                                  | -     | 愛知1区    | （未実施） | （未実施） | （未実施） | （未実施） | 横山一格     | 立憲民政党 | 1933.1.23死去                 |
| 1933                                                                                  | -     | 埼玉2区    | （未実施） | （未実施） | （未実施） | （未実施） | 秦豊助       | 立憲政友会 | 1933.2.4死去                  |
| 1933                                                                                  | -     | 大分1区    | （未実施） | （未実施） | （未実施） | （未実施） | 野依秀市     | 立憲政友会 | 1933.3.28選挙法違反           |
| 1933                                                                                  | -     | 千葉1区    | （未実施） | （未実施） | （未実施） | （未実施） | 鈴木隆       | 立憲政友会 | 1933.4.20選挙法違反           |
| 1933                                                                                  | -     | 大阪3区    | （未実施） | （未実施） | （未実施） | （未実施） | 広瀬徳蔵     | 立憲民政党 | 1933.5.8死去                  |
| 1933                                                                                  | -     | 東京3区    | （未実施） | （未実施） | （未実施） | （未実施） | 柳田宗一郎   | 立憲民政党 | 1933.6.18死去                 |
| 1933                                                                                  | -     | 鹿児島1区  | （未実施） | （未実施） | （未実施） | （未実施） | 原耕         | 立憲政友会 | 1933.8.3死去                  |
| 1933                                                                                  | -     | 岩手1区    | （未実施） | （未実施） | （未実施） | （未実施） | 熊谷巌       | 立憲政友会 | 1933.11.2死去                 |
| 1933                                                                                  | -     | 東京4区    | （未実施） | （未実施） | （未実施） | （未実施） | 中野勇治郎   | 立憲政友会 | 1933.12.19当選無効            |
| 1933                                                                                  | -     | 愛知2区    | （未実施） | （未実施） | （未実施） | （未実施） | 西脇晋       | 立憲民政党 | 1932.12.19死去                |
| 1934                                                                                  | 1.16  | 福岡4区    | 補欠選挙   | 元         | 末松偕一郎 | 立憲民政党 | 坂井大輔     | 立憲政友会 | 1932.5.9死去                  |
| 1934                                                                                  | 1.16  | 福岡4区    | 補欠選挙   | 新         | 林田操     | 立憲政友会 | 内野辰次郎   | 立憲政友会 | 1933.12.5死去                 |
| 1934                                                                                  | 6.4   | 岡山2区    | 補欠選挙   | 元         | 西村丹治郎 | 立憲民政党 | 犬養毅       | 立憲政友会 | 1932.5.15死去（五・一五事件） |
| 1934                                                                                  | 6.4   | 岡山2区    | 補欠選挙   | 新         | 則井万寿雄 | 立憲政友会 | 白神邦二     | 立憲政友会 | 1934.4.15死去                 |
| 1934                                                                                  | -     | 秋田1区    | （未実施） | （未実施） | （未実施） | （未実施） | 田中隆三     | 立憲民政党 | 1934.1.23死去                 |
| 1934                                                                                  | -     | 愛媛3区    | （未実施） | （未実施） | （未実施） | （未実施） | 清家吉次郎   | 立憲政友会 | 1934.2.23死去                 |
| 1934                                                                                  | -     | 大阪5区    | （未実施） | （未実施） | （未実施） | （未実施） | 喜多孝治     | 立憲政友会 | 1934.3.11死去                 |
| 1934                                                                                  | -     | 東京1区    | （未実施） | （未実施） | （未実施） | （未実施） | 三木武吉     | 立憲民政党 | 1934.3.26退職                 |
| 1934                                                                                  | -     | 東京6区    | （未実施） | （未実施） | （未実施） | （未実施） | 中島守利     | 立憲政友会 | 1934.3.26退職                 |
| 1934                                                                                  | -     | 福島2区    | （未実施） | （未実施） | （未実施） | （未実施） | 鈴木寅彦     | 立憲民政党 | 1934.4.17辞職                 |
| 1934                                                                                  | -     | 宮崎全県区 | （未実施） | （未実施） | （未実施） | （未実施） | 佐藤重遠     | 立憲政友会 | 1934.4.17辞職                 |
| 1934                                                                                  | -     | 長野3区    | （未実施） | （未実施） | （未実施） | （未実施） | 平野桑四郎   | 立憲政友会 | 1934.7.18死去                 |
| 1934                                                                                  | -     | 兵庫4区    | （未実施） | （未実施） | （未実施） | （未実施） | 土井権大     | 無所属     | 1934.8.7退職                  |
| 1934                                                                                  | -     | 茨城3区    | （未実施） | （未実施） | （未実施） | （未実施） | 堀江正三郎   | 立憲政友会 | 1934.10.9死去                 |
| 1934                                                                                  | -     | 青森1区    | （未実施） | （未実施） | （未実施） | （未実施） | 藤井達也     | 立憲政友会 | 1934.12.16死去                |
| 1934                                                                                  | -     | 東京5区    | （未実施） | （未実施） | （未実施） | （未実施） | 高木正年     | 立憲民政党 | 1934.12.31死去                |
| 1935                                                                                  | 3.8   | 山口2区    | 補欠選挙   | 新         | 小河虎彦   | 立憲民政党 | 松岡洋右     | 立憲政友会 | 1933.12.27辞職                |
| 1935                                                                                  | 3.8   | 山口2区    | 補欠選挙   | 元         | 国光五郎   | 立憲政友会 | 沢本与一     | 立憲民政党 | 1935.1.16死去                 |
| 1935                                                                                  | 6.18  | 北海道3区  | 補欠選挙   | 新         | 恩賀徳之助 | 立憲民政党 | 林儀作       | 立憲政友会 | 1935.1.20死去                 |
| 1935                                                                                  | 6.18  | 北海道3区  | 補欠選挙   | 新         | 登坂良作   | 立憲政友会 | 佐々木平次郎 | 立憲政友会 | 1935.4.21死去                 |
| 1935                                                                                  | -     | 神奈川3区  | （未実施） | （未実施） | （未実施） | （未実施） | 胎中楠右衛門 | 立憲政友会 | 1935.1.26辞職                 |
| 1935                                                                                  | -     | 岩手2区    | （未実施） | （未実施） | （未実施） | （未実施） | 小野寺章     | 立憲政友会 | 1935.2.3死去                  |
| 1935                                                                                  | -     | 大阪6区    | （未実施） | （未実施） | （未実施） | （未実施） | 山口義一     | 立憲政友会 | 1935.4.15退職                 |
| 1935                                                                                  | -     | 神奈川1区  | （未実施） | （未実施） | （未実施） | （未実施） | 三宅磐       | 立憲民政党 | 1935.5.23死去                 |
| 1935                                                                                  | -     | 埼玉2区    | （未実施） | （未実施） | （未実施） | （未実施） | 一瀬一二     | 立憲政友会 | 1935.8.5死去                  |
| 1935                                                                                  | -     | 佐賀1区    | （未実施） | （未実施） | （未実施） | （未実施） | 石川又八     | 立憲政友会 | 1935.9.6死去                  |
| 1935                                                                                  | -     | 宮崎全県区 | （未実施） | （未実施） | （未実施） | （未実施） | 平島敏夫     | 立憲政友会 | 1935.9.7辞職                  |
| 1935                                                                                  | -     | 鹿児島1区  | （未実施） | （未実施） | （未実施） | （未実施） | 床次竹二郎   | 無所属     | 1935.9.8死去                  |
| 1935                                                                                  | -     | 東京4区    | （未実施） | （未実施） | （未実施） | （未実施） | 磯部尚       | 立憲政友会 | 1935.12.1死去                 |
| 1935                                                                                  | -     | 福井全県区 | （未実施） | （未実施） | （未実施） | （未実施） | 山本条太郎   | 立憲政友会 | 1935.12.3任貴族院議員         |
| 1935                                                                                  | -     | 愛知1区    | （未実施） | （未実施） | （未実施） | （未実施） | 田中善立     | 立憲政友会 | 1935.12.20退職                |
| 1935                                                                                  | -     | 京都1区    | （未実施） | （未実施） | （未実施） | （未実施） | 鈴木吉之助   | 立憲政友会 | 1935.12.21退職                |
| 出典：衆議院・参議院編『議会制度百年史 - 院内会派編衆議院の部』大蔵省印刷局、1990年。 |       |            |            |            |            |            |              |            |                               |

### 初当選
計123名
立憲政友会
87名
- 寿原英太郎（北海道1区）
- 田中喜代松（北海道2区）
- 林儀作（北海道3区）
- 尾崎天風（北海道5区）
- 梅村大（青森1区）
- 八角三郎（岩手1区）
- 佐々木家寿治（宮城1区）
- 杉本国太郎（秋田1区）
- 小山田義孝（秋田2区）
- 戸田虎雄（山形1区）
- 小島智善（福島2区）
- 佐藤庄太郎（福島3区）
- 鈴木辰三郎（福島3区）
- 葉梨新五郎（茨城1区）
- 堀江正三郎（茨城3区）
- 佐藤洋之助（茨城3区）
- 坪山徳弥（栃木1区）
- 岡本一巳（栃木2区）

- 増田金作（群馬1区）
- 畑桃作（群馬2区）
- 篠原義政（群馬2区）
- 高橋泰雄（埼玉1区）
- 宮崎一（埼玉1区）
- 鳩山秀夫（千葉2区）
- 小高長三郎（千葉3区）
- 岩瀬亮（千葉3区）
- 鈴木喜三郎（神奈川2区）
- 河野一郎（神奈川3区）
- 川手甫雄（山梨全県区）
- 中野勇治郎（東京4区）
- 三上英雄（東京5区）
- 松木弘（新潟2区）
- 渡辺幸太郎（新潟2区）
- 出塚助衛（新潟2区）
- 島田七郎右衛門（富山2区）
- 山本荘一郎（長野2区）

- 平野桑四郎（長野3区）
- 有馬浅雄（長野3区）
- 高橋保（長野4区）
- 楠基道（岐阜2区）
- 宮本雄一郎（静岡1区）
- 仁田大八郎（静岡2区）
- 春名成章（静岡2区）
- 勝又春一（静岡2区）
- 山田佐一（愛知2区）
- 田中貞二（愛知3区）
- 小笠原三九郎（愛知4区）
- 近藤寿市郎（愛知5区）
- 後藤脩（三重2区）
- 服部岩吉（滋賀全県区）
- 仙波久良（滋賀全県区）
- 中野種一郎（京都2区）
- 芦田均（京都3区）
- 青田勝晴（大阪3区）

- 立川平（兵庫2区）
- 小林絹治（兵庫3区）
- 畑七右衛門（兵庫5区）
- 玉置吉之丞（和歌山1区）
- 世耕弘一（和歌山2区）
- 大山斐瑳麿（岡山1区）
- 白神邦二（岡山2区）
- 森田福市（広島3区）
- 紅露昭（徳島1区）
- 伊藤皆次郎（徳島2区）
- 上原平太郎（香川1区）
- 大本貞太郎（愛媛1区）
- 森昇三郎（愛媛2区）
- 白城定一（愛媛3区）
- 田村實（高知1区）
- 依光好秋（高知2区）
- 原口初太郎（福岡1区）
- 吉田鞆明（福岡1区）

- 実岡半之助（福岡2区）
- 田尻生五（福岡2区）
- 高倉寛（福岡3区）
- 藤生安太郎（佐賀2区）
- 木村正義（熊本1区）
- 三善信房（熊本2区）
- 野依秀市（大分1区）
- 塩月学（大分1区）
- 綾部健太郎（大分2区）
- 平島敏夫（宮崎全県区）
- 渡辺与七（宮崎全県区）
- 田尻藤四郎（宮崎全県区）
- 天辰正守（鹿児島2区）
- 金井正夫（鹿児島3区）
- 金城紀光（沖縄全県区）

立憲民政党
29名
- 大島寅吉（北海道3区）
- 山本市英（北海道4区）
- 村松久義（宮城2区）
- 佐藤理吉（山形2区）
- 豊田豊吉（茨城1区）
- 中井川浩（茨城2区）
- 岡田喜久治（栃木1区）
- 松永東（埼玉1区）
- 福田虎亀（山梨全県区）
- 高橋義次（東京1区）

- 大神田軍治（東京1区）
- 駒井重次（東京2区）
- 柳田宗一郎（東京3区）
- 斎藤直橘（福井全県区）
- 鷲沢与四二（長野2区）
- 清寛（岐阜1区）
- 中村三之丞（京都1区）
- 川橋豊治郎（京都1区）
- 内藤正剛（大阪3区）
- 中山福蔵（大阪4区）

- 原淳一郎（兵庫2区）
- 川淵洽馬（高知2区）
- 田島勝太郎（福岡2区）
- 高野喜六（福岡2区）
- 池田秀雄（佐賀1区）
- 中村不二男（長崎1区）
- 中川観秀（長崎1区）
- 中田正輔（長崎2区）
- 伊豆富人（熊本2区）

社会民衆党
1名
- 小池四郎（福岡4区）

全国労農大衆党
1名
- 杉山元治郎（大阪5区）

中立
5名
- 松尾孝之（北海道4区）
- 朴春琴（東京4区）
- 鈴木正吾（愛知5区）
- 福田関次郎（京都1区）
- 江藤源九郎（奈良全県区）

### 返り咲き・復帰
計68名
立憲政友会
58名
- 丸山浪弥（北海道1区）
- 岡田伊太郎（北海道1区）
- 林路一（北海道2区）
- 西方利馬（山形1区）
- 松岡俊三（山形2区）
- 菅野善右衛門（福島1区）
- 宮古啓三郎（茨城1区）
- 石井三郎（茨城2区）
- 長島隆二（埼玉2区）
- 本多貞次郎（千葉1区）
- 竹沢太一（千葉3区）
- 伊藤仁太郎（東京3区）

- 磯部尚（東京4区）
- 国枝捨次郎（東京4区）
- 山本悌二郎（新潟1区）
- 高橋金治郎（新潟3区）
- 鈴木義隆（新潟4区）
- 石坂豊一（富山1区）
- 箸本太吉（石川1区）
- 益谷秀次（石川2区）
- 熊谷五右衛門（福井全県区）
- 山本慎平（長野1区）
- 小川平吉（長野3区）
- 匹田鋭吉（岐阜1区）

- 佐竹直太郎（岐阜2区）
- 山口忠五郎（静岡1区）
- 田中善立（愛知1区）
- 伊坂秀五郎（三重1区）
- 堀川美哉（三重1区）
- 長田桃蔵（京都3区）
- 板野友造（大阪1区）
- 山本芳治（大阪2区）
- 沼田嘉一郎（大阪2区）
- 岩崎幸治郎（大阪5区）
- 井阪豊光（大阪6区）
- 中井一夫（兵庫1区）

- 蔭山貞吉（兵庫2区）
- 青木雷三郎（兵庫3区）
- 福井甚三（奈良全県区）
- 木本主一郎（和歌山1区）
- 矢野晋也（鳥取全県区）
- 沖島鎌三（島根2区）
- 横山泰造（岡山1区）
- 小谷節夫（岡山2区）
- 渡辺伍（広島2区）
- 窪井義道（山口2区）
- 生田和平（徳島1区）
- 須之内品吉（愛媛1区）

- 山村豊次郎（愛媛3区）
- 貝谷真孜（福岡3区）
- 田中亮一（佐賀1区）
- 石川又八（佐賀1区）
- 森肇（長崎2区）
- 上塚司（熊本2区）
- 水久保甚作（宮崎全県区）
- 原耕（鹿児島1区）
- 花城永渡（沖縄全県区）
- 竹下文隆（沖縄全県区）

立憲民政党
7名
- 清水留三郎（群馬1区）
- 岩切重雄（神奈川2区）
- 山田助作（新潟1区）
- 横山一格（愛知1区）
- 松田竹千代（大阪6区）

- 藤井啓一（山口1区）
- 真鍋勝（徳島2区）

社会民衆党
2名
- 安部磯雄（東京2区）
- 亀井貫一郎（福岡2区）

中立
1名
- 中野寅吉（福島2区）

### 引退・不出馬
計76名
立憲政友会
15名
- 東条貞[注釈 2]（北海道5区）
- 西沢定吉（山形1区）
- 木村清治（福島3区）
- 森矗昶[注釈 3]（千葉3区）
- 高橋光威（新潟2区）

- 林七六（長野3区）
- 井上孝哉（岐阜2区）
- 勝田銀次郎（兵庫1区）
- 広岡宇一郎（兵庫2区）
- 高草美代蔵（岡山2区）

- 浅石恵八（徳島1区）
- 高山長幸（愛媛1区）
- 石崎敏行（福岡2区）
- 石井次郎（佐賀1区）
- 中山貞雄（熊本2区）

立憲民政党
52名
- 水上斉之助（岩手2区）
- 塩田団平（秋田2区）
- 奥山亀蔵（山形2区）
- 大島要三（福島1区）
- 長塚忠策（茨城1区）
- 高瀬梅吉（茨城2区）
- 海老澤為次郎（茨城3区）
- 斎藤太兵衛（栃木1区）
- 高橋元四郎（栃木1区）
- 阿由葉勝作（栃木2区）
- 井本常作（群馬2区）
- 篠田有徳（千葉2区）
- 河西豊太郎（山梨全県区）

- 野沢卯市（新潟1区）
- 松井郡治（新潟1区）
- 関矢孫一（新潟3区）
- 戸部良祐[注釈 4]（石川2区）
- 三田村甚三郎（福井全県区）
- 松井文太郎[注釈 5]（福井全県区）
- 北原阿智之助（長野3区）
- 武藤嘉門（岐阜1区）
- 岡田素臣（岐阜2区）
- 石川久兵衛（愛知1区）
- 藍川清成（愛知2区）
- 木村秀興（三重1区）
- 安田耕之助（京都1区）

- 森田茂（京都1区）
- 佐竹庄七（大阪5区）
- 辻本豊三郎（大阪6区）
- 大植清左衛門（大阪6区）
- 中馬興丸（兵庫2区）
- 水野正巳[注釈 6]（兵庫3区）
- 佐藤喜八郎（島根2区）
- 村岡吾一（山口1区）
- 道源権治（山口2区）
- 平野鍋吉（徳島2区）
- 松田喜三郎（愛媛1区）
- 森達三（愛媛2区）
- 村松恒一郎[注釈 7]（愛媛3区）

- 大西正幹（高知2区）
- 下元鹿之助（高知2区）
- 大里広次郎（福岡2区）
- 吉田磯吉（福岡2区）
- 栗山賚四郎（佐賀1区）
- 本田恒之（長崎2区）
- 古賀政一（長崎2区）
- 小山令之（熊本1区）
- 平山岩彦（熊本1区）
- 宮崎高四（熊本2区）
- 長野綱良（大分1区）
- 篠崎豊彦（大分2区）
- 当真嗣合[注釈 8]（沖縄全県区）

国民同志会
4名
- 中田騄郎（静岡1区）
- 堀部久太郎（滋賀全県区）
- 武藤山治（大阪2区）
- 八木幸吉（兵庫3区）

中立
5名
- 村田不二三（北海道1区）
- 太田信治郎（東京4区）
- 大山郁夫（東京5区）
- 小泉策太郎（静岡2区）
- 北浦圭太郎[注釈 9]（奈良全県区）

### 落選
計99名
立憲政友会
2名
- 鈴木梅四郎（東京1区）
- 森本一雄（大阪4区）

立憲民政党
89名
- 一柳仲次郎（北海道1区）
- 沢田利吉（北海道1区）
- 浅川浩（北海道2区）
- 渡辺泰邦（北海道3区）
- 前田卯之助（北海道3区）
- 岡田春夫（北海道4区）
- 神部為蔵（北海道4区）
- 山内亮（青森1区）
- 長谷川陸郎（宮城1区）
- 小山倉之助（宮城2区）
- 信太儀右衛門（秋田1区）
- 黒金泰義（山形1区）
- 粟山博（福島1区）
- 菅村太事（福島2区）
- 氏家清（福島3区）
- 中崎俊秀（茨城1区）
- 石橋茂（茨城1区）
- 小峰満男（茨城2区）

- 原脩次郎（茨城3区）
- 生方大吉（群馬1区）
- 関口志行（群馬1区）
- 最上政三（群馬2区）
- 定塚門次郎（埼玉1区）
- 加藤睦之介（埼玉1区）
- 古島義英（埼玉3区）
- 篠原陸朗（千葉1区）
- 北田正平（千葉3区）
- 安田正男（千葉3区）
- 岡崎久次郎（神奈川3区）
- 堀内良平（山梨全県区）
- 櫻内辰郎（東京1区）
- 赤塚五郎（東京2区）
- 高橋秀臣（東京2区）
- 遠藤千元（東京3区）
- 真鍋儀十（東京4区）
- 小俣政一（東京4区）

- 古島宮次郎（東京4区）
- 長尾半平（新潟2区）
- 佐藤謙之輔（新潟3区）
- 寺島権蔵（富山1区）
- 山田毅一（富山2区）
- 武谷甚太郎（石川1区）
- 山辺常重（長野2区）
- 宮沢胤勇（長野3区）
- 山田道兄（岐阜1区）
- 小久江美代吉（静岡1区）
- 櫛部荒熊（静岡2区）
- 今堀辰三郎（愛知1区）
- 服部英明（愛知3区）
- 岡本実太郎（愛知4区）
- 加藤六蔵（愛知5区）
- 小野耕一郎（三重1区）
- 牛場清次郎（三重2区）
- 西村金三郎（京都1区）

- 津原武（京都3区）
- 村上国吉（京都3区）
- 石原善三郎（大阪1区）
- 紫安新九郎（大阪2区）
- 田中萬逸（大阪5区）
- 田昌（兵庫5区）
- 服部教一（奈良全県区）
- 中村啓次郎（和歌山1区）
- 山崎伝之助（和歌山1区）
- 西田郁平（和歌山2区）
- 三好栄次郎（鳥取全県区）
- 鏑木忠正（島根2区）
- 清水長郷（岡山1区）
- 中島琢之（岡山1区）
- 西村丹治郎（岡山2区）
- 木原七郎（広島2区）
- 土屋寛（広島3区）
- 原田佐之治（徳島1区）

- 高島兵吉（徳島2区）
- 小西和（香川1区）
- 本多真喜雄（愛媛3区）
- 河波荒次郎（福岡1区）
- 岡野龍一（福岡3区）
- 木村義雄（福岡3区）
- 末松偕一郎（福岡4区）
- 田崎武男（長崎1区）
- 一宮房治郎（大分1区）
- 佐々木芳照（宮崎全県区）
- 鈴木憲太郎（宮崎全県区）
- 小村俊一（宮崎全県区）
- 春島東四郎（鹿児島1区）
- 山本実彦（鹿児島2区）
- 久留義郷（鹿児島3区）
- 漢那憲和（沖縄全県区）
- 仲井間宗一（沖縄全県区）

社会民衆党
2名
- 片山哲（神奈川2区）
- 西尾末広（大阪3区）

全国労農大衆党
1名
- 浅原健三（福岡2区）

革新党
1名
- 田川大吉郎（東京3区）

中立
4名
- 杉浦武雄（愛知5区）
- 田中養達（滋賀全県区）
- 簡牛凡夫（福岡1区）
- 三浦虎雄（宮崎全県区）